# Urishay Castle

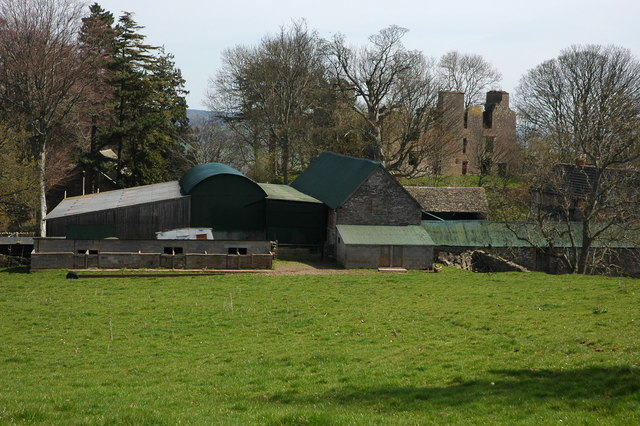
Urishay Castle Farm und Urishay Castle

Urishay Castle ist eine Burgruine etwa 2,5 km westlich des Dorfes Peterchurch in der englischen Grafschaft Herefordshire.

## Geschichte
Der erste Teil des Namens Urishay ist von dem Eigennamen Ulric oder Urri abgeleitet. Sein Träger war im 12. Jahrhundert Pächter des Anwesens. Der zweite Teil kommt vom Word Hay, das eine Einfriedung in lichtem Wald bezeichnet, in der man Wild mit Fallen fangen konnte.
Auch wenn das Anwesen als „Urishay Castle“ bezeichnet wird, weiß man nicht genau, ob es sich tatsächlich um eine Burg handelte oder nur um ein großes Haus.

## Urishay Castle heute
Es gibt Überreste einer Motte, auf der die Ruine eines Hauses liegt, das dort wohl im 17. oder 18. Jahrhundert erbaut worden war. Die Ruinen der Urishay Castle Chapel, einer Kapelle aus dem 12. Jahrhundert, gehören heute den Friends of Friendless Churches, die auch für den Unterhalt sorgen. Der Chor enthält einen steinernen Altar mit fünf Kreuzen darauf.
Urishay Castle gilt als Scheduled Monument.

## Baker University
Die Collins-Bibliothek der Baker University in Baldwin City in den USA beherbergt ein Zimmer aus dem 15. Jahrhundert, das aus Urishay Castle stammt. Das Zimmer, das dort um 1908 aufgebaut wurde, heißt heute Urishay Room.